# Slobodna Država Oranje
Slobodna Država Oranje (nizozemski: Oranje-Vrijstaat, afrikaans: Oranje-Vrystaat) bivša je država na krajnjem jugu Afrike, potpuno okružena južnoafričkim teritorijem. Glavni je grad te, danas pokrajine, Bloemfontein.

## Povijest
Slobodnu Državu Oranje 1900., nakon drugog Burskog rata, okupirala je Britanija i tijekom sljedećih deset godina pripojena je južnoafričkoj uniji. 